# Sui Ishida
Sui Ishida (石田 スイ Ishida Sui Fukuoka, 28 de diciembre de 1986) es un mangaka de origen japonés. Es reconocido por su popular obra Tokyo Ghoul. Su hermana mayor es la escritora Shin Towada, quien ha escrito novelas ligeras de Tokyo Ghoul, así como parte del guion de Jack Jeanne.

## Biografía
Ishida solía mudarse frecuentemente debido al trabajo de su padre, para cuando él estaba en sexto de primaria ya había vivido en Tokushima, Tokio, kanagawa, Saga, e incluso en Taiwán durante el jardín de niños, debido a ello no contaba con amigos cercanos o de la infancia.
Comenzó a dibujar cuando estaba en primer año de primaria, con el tiempo se hacía inevitable el deseo de obtener herramientas profesionales  de dibujo, resulta que el curso por correspondencia en que estaba inscrito otorgaba puntos por logro conforme estudiaba, los cuales al tiempo intercambió por equipo de mangaka, hasta que un día accidentalmente derramó tinta sobre un tatami , al observar como su madre limpiaba desesperadamente, decidió no utilizar más su equipo de mangaka durante 10 años.
Ishida menciona que desde que nació y hasta el primer año de secundaria, era muy obeso, sin embargo contaba con buenas habilidades motoras, era muy bueno en lona, en barras horizontales y haciendo volteretas, pese a que no tenía intenciones de volverse un gimnasta, creía que se sentiría culpable si aspiraba a ser mangaka.
Durante su época de secundaria Ishida era muy dedicado al estudio y le gustaba el inglés, por lo que decidió tomar un examen de certificación, ya que era muy dedicado al estudio, sus padres lo regañaban si sus notas bajaban, pero cuando éstas fueron las mejores de toda la escuela, su padre no lo reconoció como un gran logro, por lo que sintió que sus esfuerzos no valían tanto la pena, perdiendo así el interés en continuar estudiando.
Quería alejarse de sus padres, por lo que al entrar a la universidad solicitó aquellas que contaran con dormitorios. Su época en los dormitorios fue divertida, la mayoría del tiempo se la pasaba jugando y sus clases no le importaban, por lo que inevitablemente sus calificaciones bajaron mucho. Comenzó a dibujar a través de internet, al inicio con un mouse, hasta que adquirió una tableta digitalizadora.
Posteriormente comenzó su búsqueda de trabajo, sin embargo solo había trabajos que pedía experiencia académica, y ya que no se había interesado por el contenido curricular de la escuela, le era imposible presentar una solicitud. Peleaba mucho con sus padres en ese entonces, por lo que decidió rendirse y simplemente volver a buscar empleo. Eventualmente su padre le dejó elegir un camino diferente al de buscar trabajo, y ese camino fue el de convertirse en mangaka.

## Carrera
Tokyo Ghoul comenzó como un one-shot en el 2010, el cual fue posicionado en segundo lugar en la Weekly Young Jump 113° Grand Prix. La serie fue publicada desde 2011 hasta 2014 en la revista Weekly Young Jump de Shueisha, siendo más tarde adaptada a novela ligera y posteriormente en anime en el 2014. En el año de 2013 una precuela titulada Tokyo Ghoul [Jack] fue brevemente publicada en formato digital en Jump Live. Para el año 2014 Ishida comenzaría a publicar la secuela de Tokyo Ghoul titulada Tokyo Ghoul: re. En marzo de 2017, Tokyo Ghoul y su secuela, llegaron a acumular un total de 22 millones de copias en circulación.
En 2016, Ishida dibujó un story board de 69 páginas basado en Hunter x Hunter creado por Yoshihiro Togashi. Dicha obra trataba acerca del pasado de uno de los personajes de dicha obra (Hisoka), obra que fue digitalmente publicada en Shonen Jump+, en 2 de junio del año 2016
Ishida participa en Jack Jeanne Project, un videojuego para la switch, próximo a estrenarse en 2020, el cual combina elementos de una novela visual y de videojuego de ritmo. Ishida es acreditado con el trabajo original además de haber diseñado los personajes, diseño de escenarios y de ilustraciones in-game.

## Trabajos
| Título             | Año             | Notas                                                                  | Refs  |
| ------------------ | --------------- | ---------------------------------------------------------------------- | ----- |
| Tokyo Ghoul        | 2011–2014       | Publicado en Weekly Young Jump por Shueisha Recopilado en 14 volúmenes | [ 3 ] |
| Tokyo Ghoul [Jack] | 2013            | Publicado en Jump Live por Shueisha Recopilado en 1 volumen            |       |
| Tokyo Ghoul:re     | 2014–2018       | Publicado en Weekly Young Jump por Shueisha Recopilado en 16 volúmenes | [ 8 ] |
| Jack Jeanne        | 2019            | Videojuego                                                             |       |
| Choujin X          | 2021-Actualidad | Publicado en Tonari no Young Jump por Shueisha                         | [ 9 ] |